# Vaginicolidae
Famille
Les Vaginicolidae sont une famille de Ciliés de la classe des Oligohymenophorea et de l'ordre des Peritrichida.

## Étymologie
Le nom de la famille vient du genre type Vaginicola, composé du préfixe vagini- (du latin vagina, « fourreau, gaine »), et du suffixe -cola (du latin cola, « habiter »), littéralement « habitant d'une gaine ».

## Description
Les Vaginicolidae ont une taille petite (<80 µm) à grande (>200 µm). Leur forme est conique à cylindrique, généralement très élancée. Leur zooïde est contractile, attachée à la lorique par une extrémité aborale, avec ou sans tige ; cette lorica est attachée soit directement au substrat, soit au moyen d'une tige. Leur région buccale est saillante bien au-delà de l'ouverture de la lorica, et possède une lèvre péristomiale rétractable et un disque épistomial distinct. Leur reproduction s'effectue par fission isotomique ou anisotomique. Leur macronoyau est en forme de ruban, parallèle au grand axe du corps. Micronoyau et vacuole contractile sont présents. Leur cytoprocte n'a pas été observé.

## Habitat
Les Vaginicolidae vivent en eau de mer comme en eau douce, attachés à des plantes ou à des substrats inanimés ou comme symphoriontes,.

## Liste des genres
Selon GBIF (25 février 2024) :
- Cothurina
- Cothurnia Ehrenberg, 1831
- Cothurniopsis Stokes, 1893
- Cothurnopsis Entz, 1884
- Cyclodonta Matthes, 1958
- Donicola
- Muscipula Guhl & Guhl, 1993
- Pachytrocha Kent, 1882
- Platycola Kent, 1882
- Pseudothuricola
- Pyxicola Kent, 1882
- Thuricola Kent, 1881
- Vagincola
- Vaginicola Lamarck genre type
  - Espèce type : Vaginicola crystallina (Ehrenberg, 1830) Ehrenberg, 1838
  - Espèces synonymes : Trichoda ingenita Müller, 1786 ; Vaginicola ingenita (Müller, 1786)

Selon Lynn (2010) :
- Australana Jankowski, 1986
- Baikalotheca Jankowski, 1985
- Caulicola Stokes, 1894 (subj. syn. Pyxicola )
- Cothurnia Ehrenberg, 1831
- Cothurnopsis Entz, 1884
- Cothurniopsis Stokes, 1893
- Daurotheca Jankowski, 1986
- Dimorphocothurnia Jankowski, 1985
- Muscipula Guhl & Guhl, 1993
- Pachytrocha Kent, 1882
- Parapyxicola Jankowski, 1985
- Platycola Kent, 1882
- Pseudothuricola Kahl, 1935
- Pyxicola Kent, 1882
- Rossonophrys Jankowski, 1989
- Thuricola Kent, 1881
- Triacola Weitschat & Guhl, 1994 : fossile du Trias inférieur
- Vaginicola Lamarck, 1816
- Cyclodonta Matthes, 1958 incertae sedis (position taxonomique incertaine) de la famille des Vaginicolidae[1].

## Systématique
Le nom valide de ce taxon est Vaginicolidae de Fromentel, 1874.